# كأس تنزانيا
كأس تنزانيا (بالإنجليزية: Nyerere Cup)‏ ، هي بطولة رسمية لكرة القدم في تنزانيا ، أسست سنة 1974م.

## وصلة خارجية
- Tanzania - List of Cup Winners, RSSSF.com